# Arlecchino - Ritratto di Jacinto Salvado
Arlecchino (Ritratto di Jacinto Salvado) è un dipinto a olio su tela (130x97 cm), realizzato nel 1923 dal pittore spagnolo Pablo Picasso. È conservato nel Centre Pompidou di Parigi.
Picasso fece molteplici ritratti a Jacinto Salvado, pittore catalano suo amico, qui raffigurato con un costume da Arlecchino.